# Nenad Vukmirović
Nenad Vukmirović (né le 7 juin 1963) est un auteur de bande dessinée yougoslave puis serbe. 
Inspiré notamment par Hunt Emerson, il a été actif dans son pays dans les années 1980 avant de s'installer aux Pays-Bas en 1992. Il travaille depuis comme illustrateur pour la publicité.